# Un garçon pas comme les autres (Ziggy)
Un garçon pas comme les autres (Ziggy) est une chanson écrite par Luc Plamondon et Michel Berger pour l'opéra-rock cyberpunk Starmania en 1978. 

## Thème
Un garçon pas comme les autres (Ziggy) raconte l'amour passionné mais impossible d'une femme pour un homme gay, Ziggy, personnage campé par Éric Estève sur l'album concept de Starmania (1978).
La chanson est interprétée par Fabienne Thibeault, sur l'album concept comme sur l'album live tiré du spectacle.

## Interprétations dansStarmania
Ce titre reste l'un des plus emblématiques de l'opéra-rock et figure dans toutes les versions du spectacle. 
Au gré des différentes productions, il est interprété notamment par Louise Forestier, Marie Carmen, Maurane, Réjane Perry, Luce Dufault, Isabelle Boulay et Alex Montembault.

## Analyse
«Ziggy» raconte l'amour impossible d'une femme pour Ziggy «un garçon pas comme les autres », homosexuel («Oui je sais il aime les garçons /Je devrais me faire une raison »).

La chanson est rapidement devenue iconique dans le milieu lgbt. Starmania est joué pour avoir mis en scène très tôt des personnages «queers» sans clichés. Le chanteur Adrien Fruit, qui interprète le personnage de Ziggy dans l'opéra-rock Starmania monté par Thomas Jolly en 2022-2023 explique: « Dans mon petit collège de cent cinquante élèves, à l’adolescence, j’ai été catalogué comme la tapette, la tafiole, explique Adrien Fruit. La chanson Un garçon pas comme les autres [qui évoque l’homosexualité du personnage de Ziggy, ndlr] m’a alors permis de me sentir moins seul. » Thomas Jolly estime lui à propos de Ziggy que «Ce qui est super moderne, c'est qu'il est homosexuel mais sans être sombre».
Singles de Céline Dion
Water from the Moon
(1993) Did You Give Enough Love
(1993)

## Version de Céline Dion

### Historique
Elle est reprise en 1991 par Céline Dion pour son album Dion chante Plamondon (intitulé Des mots qui sonnent en France).
Céline Dion enregistre également en anglais la chanson sous le titre Ziggy. Cette dernière version est gravée sur l'adaptation en anglais de l'album Starmania, rebaptisé Tycoon, sorti en septembre 1992. Deux vidéoclips similaires en version française et anglaise sont réalisés par Lewis Furey pour Céline Dion. La version française du clip se trouve sur le DVD de la compilation On ne change pas (2005). On y voit la chanteuse assise dans les gradins d’un stade et amoureuse d'un footballeur, qui se montre plus préoccupé par ses coéquipiers. À la fin de la vidéo, il se dirige vers ce qui semble être un homme en pull-over avec une capuche sur la tête. Quand il enlève la capuche, on découvre en fait Céline Dion. Le footballeur est interprété par le mannequin Rodney Weber.
En Europe francophone, la chanson sort en tant que deuxième single de l'album Des mots qui sonnent en juillet 1993 et rencontre le succès, atteignant en France la deuxième place du Top 50. Le titre est certifié disque d'or avec plus de 300 000 exemplaires écoulés. Le single reste plus de huit mois dans le classement, dont sept semaines en deuxième position et dix-huit semaines dans le Top 10. C'est alors le plus gros succès de Céline Dion en France depuis 1983 et le titre D'amour ou d'amitié.
Le titre figure également sur les compilations The Collector's Series, Volume One (2000), On ne change pas (2005) et Un peu de nous (2017) de Céline Dion.
Céline Dion chante Un garçon pas comme les autres (Ziggy) à plusieurs reprises, notamment à l'Olympia en 1994, au Stade de France en 1999 et lors du Taking Chances World Tour de 2008. Des versions live de Ziggy apparaissent sur différents albums de la chanteuse : À l'Olympia, Live à Paris, Au cœur du Stade et Céline... une seule fois : Live 2013. Elle interprète également Ziggy lors de sa tournée estivale 2016 et de ses concerts français en 2017.

### Classements
| Classement (1993)                 | Meilleure position |
| --------------------------------- | ------------------ |
| Europe (European Hot 100 Singles) | 55                 |
| France (SNEP)                     | 2                  |

### Certification
| Région                                                                                                 | Certification | Ventes/Streams |
| --- | ------------- | -------------- |
| France (SNEP)                                                                                          | Or            | 250 000*       |
| *Ventes selon la certification ^Mise en rayon selon la certification xNon précisé par la certification |               |                |

## Divers
- Liliane Saint-Pierre a également repris la chanson en 1991.